# قرش عفريت
القرش العِفريت واسمه العلمي ميتسوكورينا أوستوني(1) هو نوعٌ نادرٌ من قروش أعماق البحار. يُطلق عليه أحيانًا بأنه أحفورةٌ حيةٌ، فهو النموذج الوحيد المُتاح ضمن فصيلة الميتسوكورينات، وهي سلالةٌ يبلغ عُمرها 125 مليون سنة. يمتلكُ هذا القرش مظهرًا مميزًا من لونه الوردي وخطمه المُسطح الطويل، مع فكين بارزين جدًا يحتويان على أسنانٍ بارزةٍ تُشبه الأظافر. يبلغ طول الأفراد الناضجة عادةً ما بين 3-4 مترًا (10-13 قدم)، ولكنها قد تنمو بشكلٍ أكبر. تتواجد هذه القروش في المنحدرات القارية العليا والأخاديد الغائصة والجبال البحرية في جميع أنحاء العالم على أعماقٍ أكبر من 100 م (330 قدم)، مع تواجد الأفراد البالغة في أعماقٍ أكبر من الصغار.
تُشير الخصائص التشريحية المختلفة للقرش العِفريت بأنه يتسمُ بالخمول وعدم النشاط، وتتضمن جسمه الضعيف وزعانفه الصغيرة. يصطادُ هذا القرش العظميات ورأسيات القدم والقشريات بالقرب من قاع البحر وفي منتصف عمود الماء. تغطي مصابيح لورنزيني الخطم الطويل لهذا القرش، حيث تُمكنه من استشعار الحقول الكهربائية الدقيقة التي تنتجها الفريسة القريبة، حيث يصطادها بمد فكه بشكلٍ سريع. تُصطاد أعدادٌ صغيرةٌ من قروش العفريت عن غير قصدٍ بواسطة مصايد المياه العميقة. حدد الاتحاد الدولي لحفظ الطبيعة بأنَّ القرش العِفريت غيرُ مهددٍ بالانقراض، وذلك على الرغم من نُدرته، معتمدين على انتشاره الواسع وانخفاض مُعدل صيده.

## التصنيف

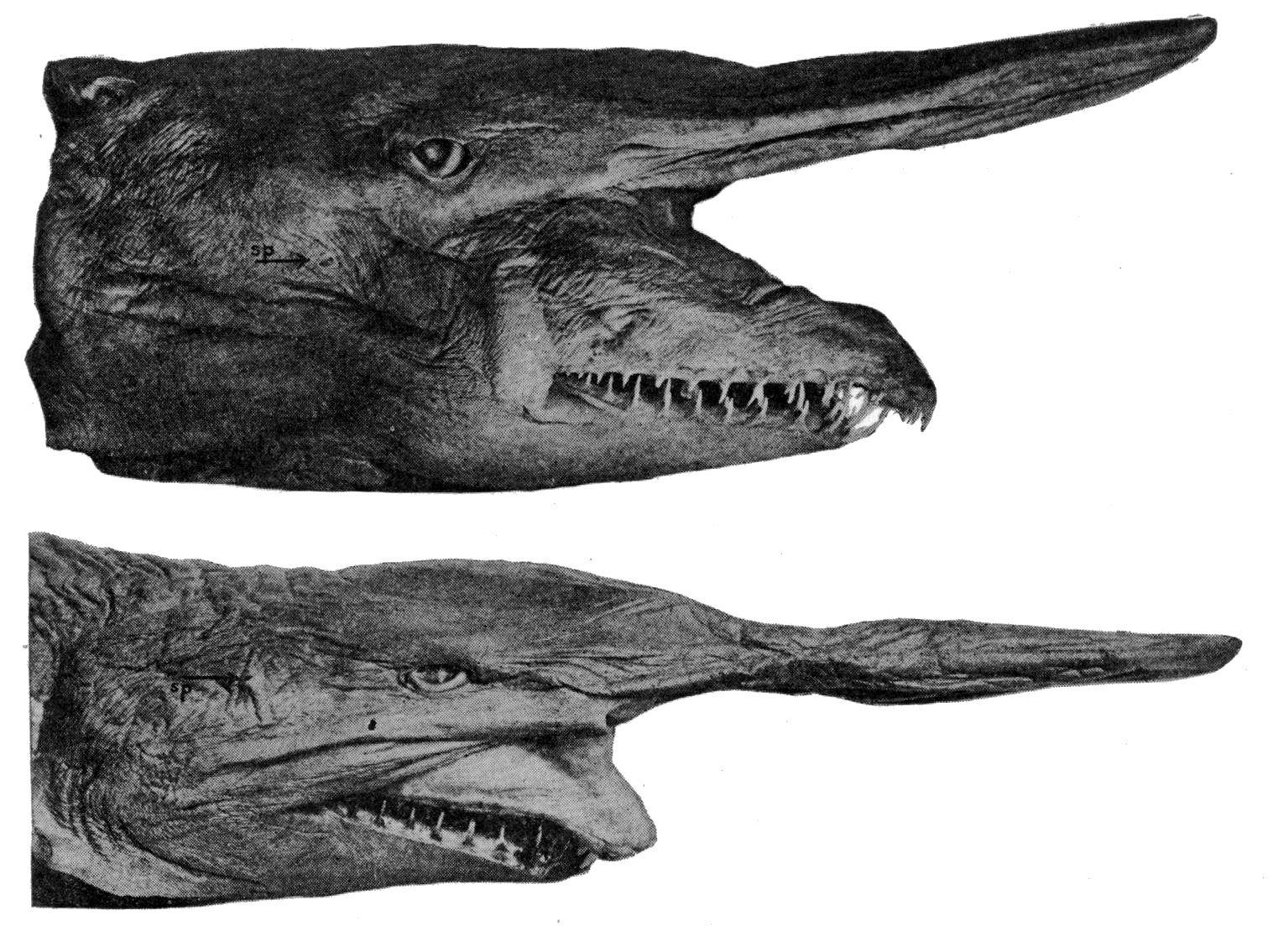
ظنَّ بعض العلماء، بسبب جموح فكوك هذه القروش في بعض من عينّاتها المحفوظة، أن لها عدداً كبيراً من الأنواع، رغم أن الإجماع الحالي هو أن القرش العفريت هو النوع الوحيد الباقي من جنسه.

كان عالم الأسماك الأمريكي ديفيد جوردان أول من وضع وصفًا علميًا للقرش العفريت، ونُشِرَ هذا الوصف في سنة 1898 بمجلّة تتبع أكاديمية كاليفورنيا العلمية، ولم يكتفِ بأن منح لهذا القرش نوعًا جديدًا بل وخصَّص له جنسًا وفصيلةً جديدَيْن في التصنيف الأحيائي. واعتمد جوردان في وصفه على دراسة ذَكرٍ غير بالغٍ من القرش العفريت طوله 107 سنتيمترًا وكان قد أُمسِكَ في خليج ساغامي قرب شواطئ يوكوهاما باليابان، وقد اشترى القرشَ قبطان سفينةٍ وعالم تاريخ طبيعي اسمه ألان أوستون وسلَّمها إلى الباحث كاكيتشي ميتسوكوري من جامعة طوكيو، وأعطاها هذا الأخير لديفيد جوردان، وهكذا فإنَّ الاسم العلمي للقرش يُخلِّد كليهما.
كان أصل اسم جنس القرش العفريت (ميتسوكورينا) تيمنًا بكيغو ميتسوكوري، وهو عالم حيوان ياباني درس في كلية لندن الجامعية في عقد 1860، أما اسم النوع (أوستوني) فتيمنًا بألان أوستون، وهو باحث بريطاني كان مهتمًا بجمع عيّنات للحياة البرية في شرق آسيا، وأخيرًا فإنَّ الاسم الشائع (القرش العفريت) هو ترجمة «تينغوزامي» الذي كان اسمًا لهذا الكائن باللغة اليابانية القديمة، والمقصود به التينغو لكونه مخلوقًا خرافيًا ذا وجهٍ أحمر وأنفٍ طويل قد يُشبَّهُ بخطم القرش، ويُقَال له أيضًا «قرش الإلف» أي الجنية.
لاحظ عدة علماء بعد فترة قصيرة من اكتشاف هذا القرش أنه يشبهُ نوعًا منقرضًا من القروش عاشَ في حقبة الحياة الوسطى واسمه سكابانورينخوس (الاسم العلمي: Scapanorhynchus)،‏ ومال الباحثون لفترةٍ من الزمن لاعتبار هذين الاسمين مرادفين يقصدُ بهما نوعٌ واحد. ولكن اكتشفت أحافيرٌ فيما بعد أظهرت أن بين القرش العفريت والسكابانورينخوس اختلافاتٍ تشريحية كثيرة، ولهذا صُنِّفا في جنسين مستقلَّين. وقد زعم بعض الباحثين لعدّة مرات بين عامي 1904 و1937 أنهم اكتشفوا أنواعًا جديدةً من القرش العفريت، إلا أنَّ جميع اكتشافاتهم فُنِّدَت، والسبب في هذه الاعتقادات كان أن بعض العينات المحفوظة من هذا القرش لها فك بازرٌ مقارنةً بباقي الجسد، ممَّا يجعلُ مظهرها غريبًا بين بني جنسها.

### مرادفات
لهذا النوع عدّة أسماء بديلة (مرادفات) لسلالاتٍ مشكوكٍ فيها، أشهرها ما يلي:
- أودونتسفيس ناسوتوس (Odontaspis nasutus) براغانسا، 1904.
- سكابانورينكوس دوفليني (Scapanorhynchus dofleini) إنغلهاردت، 1912.
- سكابانورينكوس جورداني (Scapanorhynchus jordani) هوساكوف، 1909.
- سكابانورينكوس ميتسوكوريي (Scapanorhynchus mitsukurii) وايت، 1937.

## النشوء وتطور السلالات
يعتبر القرش العفريت النوع الأقدم في رتبة القروش الحديثة بحسب دراسات علم الوراثة العرقي وعلم التشكل، ووفقًا لما تؤكّده اختبارات النسالة الجزيئية. يعود عمر فصيلة هذا القرش (واسمها فصيلة الميتسوكورينات) لما بين 125 إلى 113 مليون سنة، أي للفترة الأبتية في العصر الطباشيري، وأما جنس الميتسكورينا (الذي يضمّ القرش العفريت والأنواع القريبة منه) فلم يظهر في سجل الأحافير إلا قبل 49 إلى 37 مليون سنة، أي في منتصف العصر الإيوسيني، ولم يبقَ من أنواع هذا الجنس إلا القرش العفريت، وأما سلالاته المنقرضة فمنها الميتسوكرينا المخطط (M. lineata) والميتسوكرينا ماسلينسيس (M. maslinensis)،‏ وقد يُضَاف إليها نوع سترياتولاميا ماكروتا (الاسم العلمي: Striatolamia macrota)، وهو قرشٌ عاش في المياه الضحلة قبل 66 إلى 23 مليون سنة خلال العصر الباليوجيني. ولهذا فإن القرش العفريت هو الناجي الأخير من فصيلة عتيقة من القروش، وما زالت لديه عدّة سماتٍ بدائية يوصف بسببها بأنه «أحفورة حية».

## الوصف

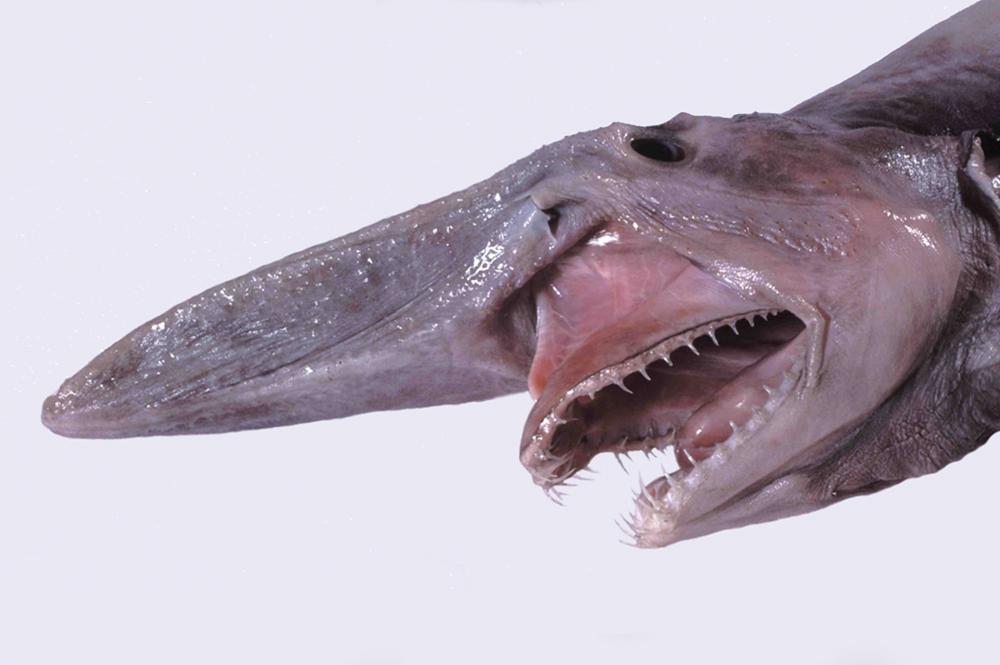
يستطيع القرش العفريت دفع فكّيه إلى الأمام لمسافةً هائلةً أثناء مطاردة فريسته.

يتفرَّد القرش العفريت بخطمٍ طويل مُسطَّح يشبه نصل السيف، ويقلّ طول هذا الخطم (نسبةً لباقي الجسم) مع تقدّم القرش في العمر. وعيون هذا القرش صغيرة وليس لها غشاءٌ حامٍ، وخلف العينين متنفسات (فتحات للتنفس)، وأما الفاه فشكله مثل القطع المكافئ، ويمكنُ للقرش أن يدفع فكيه للأمام حتى يصير طولهما مماثلًا لخطمه إن احتاج لذلك (أثناء الصيد مثلًا)، ولهُ 35-53 سنًا في فكه العلوي و31-62 في السفلي، وهذه الأسنان كبيرة ورقيقة في منتصف الفكّ بينما لها عدة تحدّبات في الأطراف، وحجمها أصغر في مؤخرة الفك وزواياه ورؤوسها مُسطَّحة مثل الطواحن. وتختلفُ أحجام الأسنان كثيرًا بين القروش، كما قد تكونُ لها نتوءات على جانبي شرفة السن أو فجواتٌ بين الأسنان. ولكل قرشٍ عشرة فتحات خياشيم قصيرة، والخيشوم داخلها ليس مغطًّى بالكامل، وتقع اثنتان من الفتحات فوق الزعنفة الصدرية.
جسد القرش العفريت نحيفٌ وهشّ في مظهره العام. له زعنفتان ظهريتان صغيرتان ودائريتان، والمثل لزعنفتيه الصدريتين، وزعانفه الحوضية والشرجية أكبر من الزعنفتين الظهريتين حجمًا وأعرض، وأما الذيلية فهي مُسطَّحة وغير متناظرة، إذ إن نصفها العلوي أطول من السفلي وأوضح شكلًا. وجلد هذا القرش ناعمٌ وشبه شفّاف ومُغطّى بحراشف قاسية مُميَّزة الشكل، وعادةً ما يكون لون الجلد ورديًا أو حنطيًا بسبب الأوعية الدموية المرئية تحته، ويقتم لونه مع تقدّم القرش في السنّ، إذ تولد صغاره ولونها قريبٌ من الأبيض الناصع. ولون الزعانف رماديّ أو أزرق شفاف، والعينان سوداوان تتخلَّلهما خطوط زرقاء في القزحية، ويخبو لون الجسم بعد الموت بسرعةٍ إلى البني أو الرمادي القاتم. عادةً ما يتراوحُ طول القرش العفريت مكتمل النمو بين ثلاثة إلى أربعة أمتار، وعُثِرَ في سنة 2000 على أنثى بطول قياسي قُدِّرَ بما بين 5.4 إلى 6.2 أمتار، وأما الوزن القياسي المُسجَّل فهو 210 كيلوغرامات لقرش طوله 3.8 أمتار.

## الانتشار والموطن
اصطيدَ القرش العِفريت في جميع المُحيطات الرئيسية الثلاثة، مما يُشير إلى انتشاره بشكلٍ عالميٍ واسع. سُجّل تواجده في المحيط الأطلسي من شمال خليج المكسيك وسورينام وغويانا الفرنسية وجنوب البرازيل في الغرب، وفرنسا والبرتغال وماديرا والسنغال في الشرق. كما عُثر عليه في الجبال البحرية على طول أعراف منتصف الأطلسي. أما في منطقة المحيط الهادي الهندي وأوقيانوسيا فقد عُثر عليه بالقرب من جنوب أفريقيا وموزمبيق واليابان وتايوان وأستراليا ونيوزيلندا. سُجّل وجوده أيضًا قُبالة كيب الشرقية حتى شبه جزيرة كايكورا [الإنجليزية]، ومن هضبة تشالنجر بالقرب من نيوزيلندا. سُجلت عينةٌ واحدةٌ فقط من شرق المحيط الهادئ، حيثُ عُثر عليها بالقرب من جنوب كاليفورنيا. يُمكن العثور على القرش العِفريت غالبًا في المنحدر القاري العلوي على عمق 270–960 م (890–3,150 قدم).‏ عُثر عليه على عمقٍ يصلُ إلى 1,300 م (4,300 قدم)، وقد وجدت سنٌ منغرسةٌ في سلكٍ تحت البحر على عمق 1,370 م (4,490 قدم).‏ يعيشُ الأفراد البالغون في أعماقٍ أكبر من الصغار، حيثُ تتردد الأفراد غير الناضجة على الأخاديد الغائصة بالقرب من جنوب اليابان على أعماقٍ تتراوح ما بين 100–350 م (330–1,150 قدم)، كما تتواجد بعض الأفراد أحيانًا في المياه الشاطئية الضحلة حتى عمق 40 م (130 قدم).‏ أثناء قيام بعض الصيادين من كي ويست بولاية فلوريدا بالصيد في خليج المكسيك في 19 أبريل 2014، استطاعوا الإمساك بقرشٍ عفريت عبر شبكة صيد الأسماك الخاصة بهم، حيث يُعد ثاني قرش عفريت يُصطاد في خليج المكسيك. قام الصيادون بتصويره ثم إعادته إلى الماء.
عُثر على قرشٍ عفريت في شبكةٍ لصيد الأسماك خلال شهر يوليو 2014 بالقرب من الساحل الشرقي لسريلانكا. كان يبلغ طوله 4 قدم (1.2 م) ووزنه حوالي 7.5 كـغ (17 رطل). نُقل القرش إلى الوكالة الوطنية لبحوث وتطوير الموارد المائية (نارا) لإجراءِ مزيدٍ من الأبحاث حوله.

## البيئة والسلوك
على الرغم من قلة مراقبة وملاحظة قروش العِفريت الحية، إلا أنَّ تشريحها يُشير إلى أنَّ نمط حياتها يتسمُ بالخمول وعدم النشاط. حيثُ أنَّ هيكلها العظمي مُنْضمر وضعيف التكلس، كما أنَّ الكتل العضلية على طول جوانبها (القسيمات العضلية) ضعيفة النمو، وزعانفها ناعمةٌ صغيرة. تكون زعانفها الذيلية الطويلة مرتبطةٌ بزاويةٍ منخفضة، كما هو الحال في القروش بطيئة السباحة. يُظهر الخطم الطويل وظيفةً حِسّية؛ حيثُ تتواجد عليه العديد من مصابيح لورنزيني التي يُمكنها اكتشاف الحقول الكهربائية الضعيفة التي تُنتجها الحيوانات الأخرى. اقتُرح أنَّ الخطم يستعمل أيضًا لتحريك الفريسة من الأسفل، ولكنَّ هذا الأمر غير محتملٍ بسبب نعومة الخطم.
تُعد حاسة النظر أقل أهميةً من الحواس الأخرى، مع الأخذ بعين الاعتبار السقف البصري الصغير نسبيًا في دماغ القرش. يستطيع القرش العِفريت تغيير حجم الحدقة، وذلك على عكس معظم قروش أعماق البحار، وبالتالي فإنه قد يستخدم حاسة النظر في بعض الحالات. قد تكون قروش العِفريت فريسةً للقروش الزرقاء (الاسم العلمي: Prionace glauca).‏ سُجلت بعض الطفيليات من القرش العِفريت، وتتضمن مجذفية الأرجل ميتسوكورينا إكثروغاليوس (الاسم العلمي: Echthrogaleus mitsukurinae)،‏ والديدان الشريطية ليتوبوثريوم أمسيكانسيس (الاسم العلمي: Litobothrium amsichensis) ومارسوبيوبوثريوم غوبيلنوس (الاسم العلمي: Marsupiobothrium gobelinus) والتي عُثر عليها في الصمام الحلزوني (عضوٌ هضمي) لعينةٍ من القرش العِفريت اصطيدت في نيوساوث ويلز في أستراليا.

### التغذية

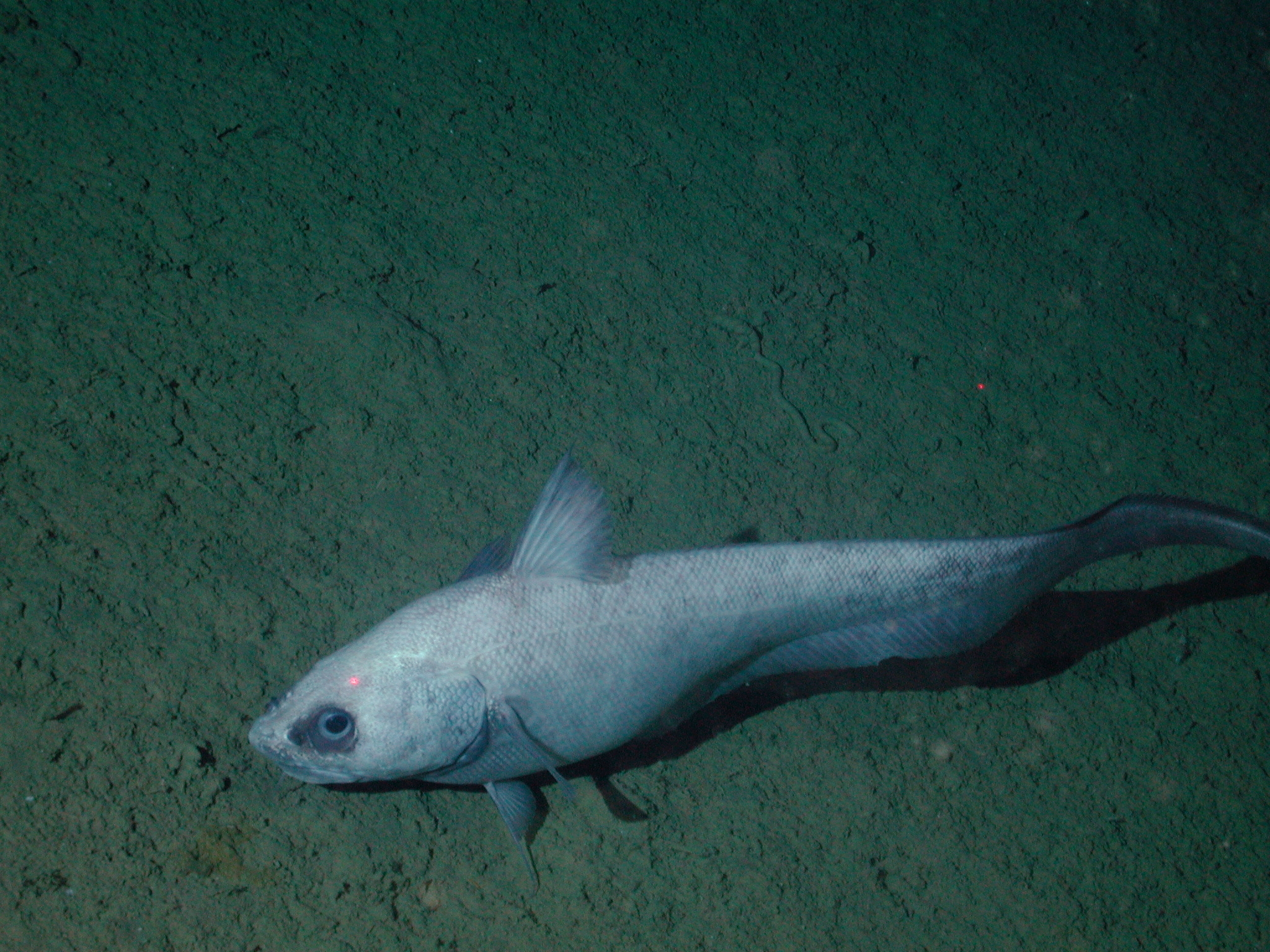
تُعتبر الرتيلات والأسماك العظمية الأخرى التي تعيش في أعماق البحر الغذاءَ الرئيسي للقرش العِفريت

يتغذى القرش العِفريت بشكلٍ رئيسيٍ على الأسماك العظمية مثل أسماك الرتيل وأسماك التنين، كما تتغذى أيضًا على رأسيات القدم والقشريات مثل عشاريات ومتماثلات الأرجل. عُثر على قمامةٍ في معدة بعض العينات. يفترس القرش العِفريت بعض الأنواع المعروفة التي تعيشٍ في قاع البحر، وتتضمن السمكة سوداء البطن [الإنجليزية] (الاسم العلمي: Helicolenus dactylopterus)، بالإضافة إلى الأنواع التي تعيش في وسط الماء مثل السبيدج الزجاجي الجاحظ (الاسم العلمي: Teuthowenia pellucida) وصدفية ماكروسيبريدينا كاستانيا روتوندا (الاسم العلمي: Macrocypridina castanea rotunda). لذلك يُستنتجُ أنَّ القرش العِفريت يبحث عن الغذاء بالقرب من قاع البحر وأيضًا في مناطق أعلى بكثير من القاع.
نظرًا لأنَّ القرش العِفريت ليس سباحًا سريعًا، فإنه قد يكون مفترسًا بالمباغتة. كما أنهُ يطفو بحياديةٍ بسبب لحمه مُنخفض الكثافة وكبده الدهني الكبير، مما يسمحُ له بالانجراف نحو الفريسة بأقلٍ حركاتٍ ممكنة لتجنب اكتشافه. يتحركُ فكي القرش المُتخصصة إلى الأمام لالتقاط الفريسة بمُجرد اقترابها ضمن نطاقه. يُوجد زوجان من الأربطة المرنة مرتبطةٌ بمفصل الفك السفلي، مما يُساعد على بروز الفكين. تكون الأربطة مشدودة عندما يكون الفكين في وضعهما الطبيعي المُتراجع، وعندما يُهاجم القرش فيرسته ليعضها، فإنَّ الأربطة تقلل من توترها فينطلق الفكان إلى الأمام مثل المنجنيق. يمتلكُ القرش العِفريت هيكلًا لاميًا (الاسم العلمي: Basihyal) يُشبه اللسان في قاعدة الفم، حيثُ يُساعد على توسيع تجويف الفم وامتصاص الماء والفريسة. وُثقت لحظات انقضاض والتقاط الفريسة بالفيديو لأول مرة خلال عامي 2008-2011، وساعدت في تأكيد منهجية واستخدام الفكان البارزان في القرش العِفريت. ولكن على الرغم من تميزُ فكي القرش العِفريت، إلا أنَّ الفيديو يُشير أنه يتغذى جرفًا، وهي نوعٌ من التقاط الفرائس، حيثُ يتحرك المُفتَرس إلى الأمام، ويفتح فمه ويلتقط الفريسة مع الماء المُحيط بها، وتستعمل العديد من قروش الماكريل هذه الطريقة. لذلك يُعتبر القرش العِفريت فريدًا في الحركية المُجردة لفكه عند التغذية. يظهر أنَّ الفك السفلي يمتلكُ حركاتٍ أكثر تعقيدًا وهي مهمةٌ في التقاط الفريسة. يُعتبر فكي القرش العِفريت أكثر بروزًا بمقدار 2.1-9.5 مرةً عن أسماك القرش الأُخرى، وذلك اعتمادًا على قياس بروزات الفك العلوي والسفلي مجتمعةً. يمتلك الفك السفلي سُرعةً أكبر بمقدار مرتين تقريبًا من الفك العلوي؛ وذلك لأنهُ لا يبرز إلى الأمام فقط، بل يتأرجح أيضًا لأعلى لالتقاط الفريسة، كما أنَّ أقصى سرعة للفكين هي 3.14 م/ث. يتميزُ القرش العِفريت بتكرار الفتح والإغلاق عند مهاجمة فريسته، وهذا السلوك لمُ يُسبق له مثيل في أسماك القرش الأخرى، وقد يكون مرتبطًا بمدى بروز فكي القرش العِفريت. قد يكون أسلوب التغذية القذفية للقرش العِفريت أسلوبًا لتكيفه بهدف تعويض ضعف قدرته على السباحة، حيثُ تسمح له بالتقاط الفرائس السريعة المراوغة دون الحاجة لمطاردتها.

### تاريخ الحياة
تُعتبر المعلومات المتوافرة حول تكاثر القرش العِفريت قليلةً؛ وذلك لأنه لم يُعثر حتى الآن على أي أُنثى حامل لدراستها. يُحتمل أنَّ القرش العِفريت يشتركُ في الخصائص الإنجابية مع قروش الماكريل الأخرى، حيثُ تكون ولودية (ينشئ الصغار داخل الأم ويولدون أحياء) مع بطنٍ صغير الحجم وأجنةٍ تنمو أثناء الحمل عبر تناول البيض غير المُنتج (أكل البويضات). يُحتمل أنَّ حجم المولود يكون 82 سـم (32 بوصة) تقريبًا، وذلك وفقًا لأصغر عينةٍ معروفة. ينضج الذكور جنسيًا عند طول 2.6 م (8.5 قدم)، أما حجم نضوج الإناث غير معروفٍ حتى الآن. لا تُوجد أي بياناتٍ مُتاحة حول مرحلتي النمو والشيخوخة.

## العلاقة مع البشر

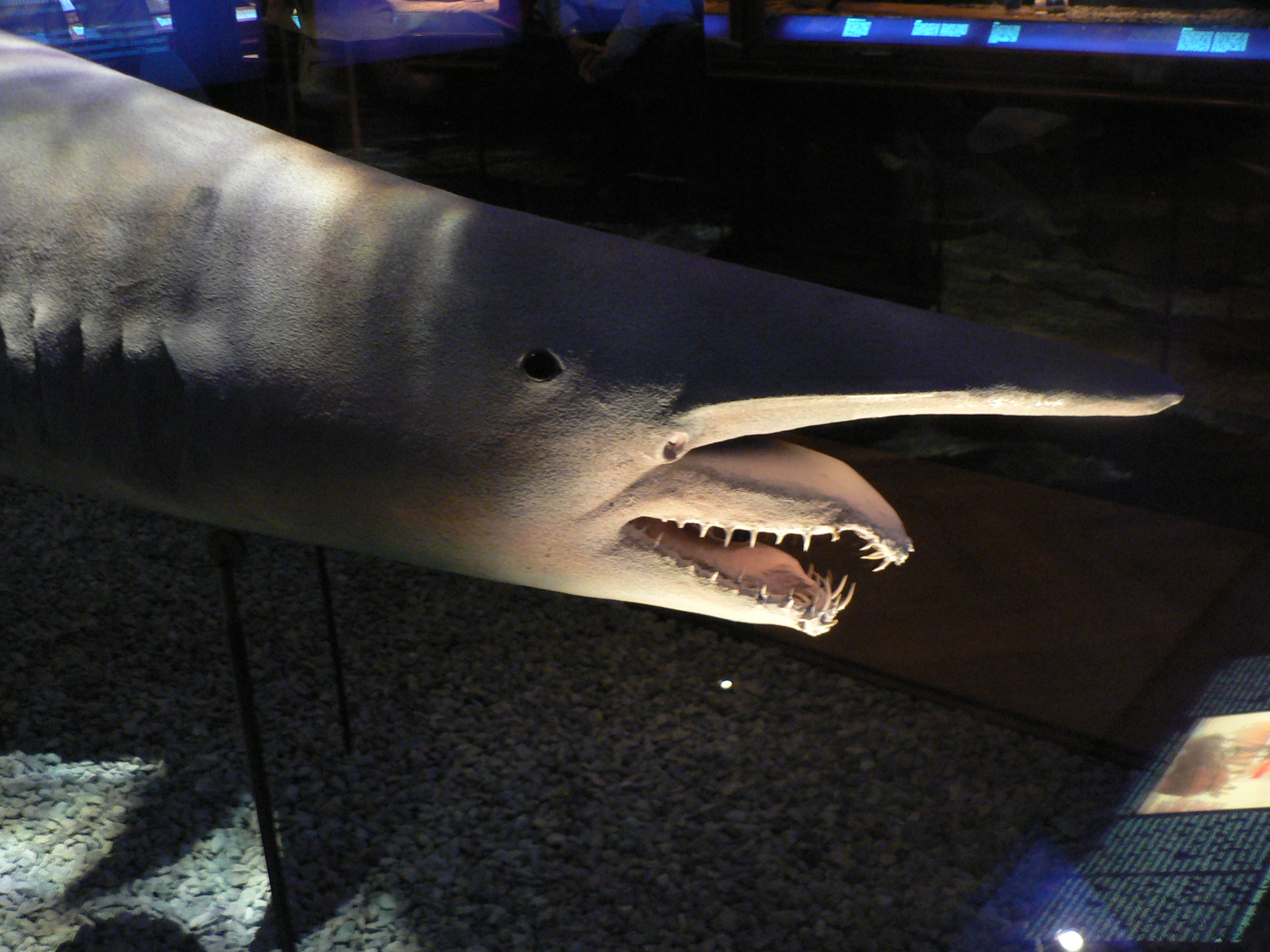
قرش عفريت في متحف التاريخ الطبيعي في فيينا

يعيشُ القرش العفريت في المياه العميقة، لذلك نادرًا ما يقابل الإنسان أو يهدّده. جُلِبَ عددٌ قليلٌ من هذه القروش إلى أحواض أكواريوم حول العالم، إلا أنها ماتت بعد إحضارها بفترة قصيرة، فمنها قرشٌ عاشَ لأسبوعٍ واحدٍ فقط في جامعة توكاي، وآخر عاشَ ليومين في حديقة طوكيو البحرية ثُمَّ فارق الحياة. ولا يحملُ هذا الكائن قيمةً اقتصادية كبيرة، إذ إن لحمه يُجفَّف ويُملَّح للبيع بأسعار بخسة، وأما فكّاه فيشتريهما بعض الجامعين بمبالغ لا يستهانُ بها، وفي ما مضى كان كبده مصدرًا للزيت والسماد في اليابان. ولا تُربَّى هذه القروش في مزارع السمك، ولكنها تُصَاد عرضًا في الشباك الخيشومية والخيوط الطويلة وأثناء الترولة، أو قد تقعُ أسيرةً في عتاد الصيد بطرقٍ عديدة. ونادرًا ما يصطاد القرش العفريت بهذه الطرق غير المقصودة، فمن الأماكن القليلة التي يظهر فيها بشباك الصيد السواحل الجنوبية لليابان، ويقعُ هناك نحو 30 قرشًا سنويًا معظمها غيرُ ناضجةٍ، كما يقعُ قرشان أو ثلاثة سنويًا في مصيدةٍ قُبالة شواطئ مدينة ماديرا البرتغالية. وحدث في شهر أبريل 2003 أن اصطيد أكثر من مِئَة قرش عفريتٍ في مياهٍ شمال غرب تايوان، وليس من المعروف كيف اصطيدت كلّ هذه القروش في حادثٍ واحد، لكن بعض الباحثين اعتقدوا أن الأمر قد يكون مرتبطًا بزلزالٍ كبير سبقه، إذ لم يُسجَّل وجود هذا القرش في تلك المنطقة سابقًا ولم يُعثر عليه بأعدادٍ كبير منذئذٍ. صُنِّف القرش العفريت على أنه نوع غير مهدد في قائمة الاتحاد العالمي للحفاظ على الطبيعة (IUCN)، فهو يعيشُ في رقعة جغرافية واسعة ويعتقد أن بيئته معزولة عن صيادي السمك (لأنَّ من النادر أن يُصَطاد قرش بالغ منه). رغم ذلك، صُنِّف هذا القرش على أنه «مُهدَّدٌ بالخطر» و«نادرٌ في الطبيعة» لدى قسم حماية البيئة بدولة نيوزيلندا في سنة 2018؛ وذلك بسبب نقص البيانات المعروفة عنه اعتمادًا على نظام تصنيف التهديدات في نيوزيلندا [الإنجليزية].

## الهوامش
- «1»: القرش العفريت[ِ 1][ِ 2][ِ 3] أو القرش الغول[ِ 4] (بالإنجليزية: Goblin shark)‏ واسمه العلمي  ميتسوكورينا أوستوني[ِ 2] (الاسم العلمي: Mitsukurina owstoni)

### باللغة الإنجليزية
1. ↑  The IUCN Red List of Threatened Species 2022.2 (بالإنجليزية), 9 Dec 2022, QID:Q115962546
2. 1 2 3 4 5 6 7 8 9 10 11 12  Duffy, C.A.J.؛ Ebert, D.A.؛ Stenberg, C. (2004). "Mitsukurina owstoni". القائمة الحمراء للأنواع المهددة بالانقراض. IUCN. ج. 2004: e.T44565A10907385. DOI:10.2305/IUCN.UK.2004.RLTS.T44565A10907385.en.
3. 1 2  Birx, H.J.، المحرر (2009). Encyclopedia of Time: Science, Philosophy, Theology, & Culture (Volume 1). SAGE Publications. ص. 547. ISBN:978-1-4129-4164-8.
4. 1 2 3 4 5 6 7 8 9 10  Castro, J.H. (2011). The Sharks of North America. Oxford University Press. ص. 202–205. ISBN:978-0-19-539294-4.
5. 1 2 3 4 5 6  Martin, R.A. "Biology of the Goblin Shark". ReefQuest Centre for Shark Research. مؤرشف من الأصل في 2019-10-07. اطلع عليه بتاريخ 2013-04-25.
6. 1 2  Yano, K.؛ Miya, M.؛ Aizawa, M.؛ Noichi, T. (2007). "Some aspects of the biology of the goblin shark, Mitsukurina owstoni, collected from the Tokyo Submarine Canyon and adjacent waters, Japan". Ichthyological Research. ج. 54 ع. 4: 388–398. DOI:10.1007/s10228-007-0414-2.
7. ↑  Jordan, D.S. (1898). "Description of a species of fish (Mitsukurina owstoni) from Japan, the type of a distinct family of lamnoid sharks". Proceedings of the California Academy of Sciences, Zoology. Series 3. ج. 1 ع. 6: 199–204. مؤرشف من الأصل في 2019-10-28.
8. ↑  "Mitsukurina". www.fishesofaustralia.net.au. مؤرشف من الأصل في 2019-09-19. اطلع عليه بتاريخ 2016-04-05.
9. ↑  Hussakof, L. (1909). "A new goblin shark, Scapanorhynchus jordani, from Japan". Bulletin of the American Museum of Natural History. ج. 26: 257–262. hdl:2246/1929.
10. 1 2 3 4 5 6 7 8  Compagno, L.J.V. (2002). Sharks of the World: An Annotated and Illustrated Catalogue of Shark Species Known to Date (Volume 2). Food and Agriculture Organization of the United Nations. ص. 68–71. ISBN:92-5-104543-7.
11. ↑  Shirai, S. (1996). "Phylogenetic interrelationships of neoselachians (Chondrichthyes: Euselachii)". في Stiassny, M.L.J.؛ Parenti, L.R.؛ Johnson, G.D. (المحررون). Interrelationships of Fishes. Academic Press. ص. 9–34. ISBN:0-08-053492-9. مؤرشف من الأصل في 2021-03-09.
12. ↑  Shimada, K. (2005). "Phylogeny of lamniform sharks (Chondrichthyes: Elasmobranchii) and the contribution of dental characters to lamniform systematics". Paleontological Research. ج. 9 ع. 1: 55–72. DOI:10.2517/prpsj.9.55.
13. ↑  Naylor, G.J.P.؛ Martin, A.P.؛ Mattison, E.؛ Brown, W.M. (1997). "The inter-relationships of lamniform sharks: testing phylogenetic hypotheses with sequence data". في Kocher, T.D.؛ Stepien, C.A. (المحررون). Molecular Systematics of Fishes. Academic Press. ص. 199–218. ISBN:0-08-053691-3. مؤرشف من الأصل في 2021-03-08.
14. ↑  Naylor, G.J.؛ Caira, J.N.؛ Jensen, K.؛ Rosana, K.A.؛ Straube, N.؛ Lakner, C. (2012). "Elasmobranch phylogeny: A mitochondrial estimate based on 595 species". في Carrier, J.C.؛ Musick, J.A.؛ Heithaus, M.R. (المحررون). The Biology of Sharks and Their Relatives (ط. second). CRC Press. ص. 31–57. ISBN:978-1-4398-3924-9.
15. ↑  Sepkoski, J.؛ Antinarella, J.؛ McMahon, J. (2002). "A compendium of fossil marine animal genera (Chondrichthyes entry)". Bulletins of American Paleontology. ج. 364: 560. مؤرشف من الأصل في 2020-04-18.
16. ↑  Nelson, J.S. (2006). Fishes of the World (ط. fourth). John Wiley & Sons. ص. 54. ISBN:0-471-75644-X. مؤرشف من الأصل في 2022-05-27.
17. ↑  Vialle, N.؛ Adnet, S.؛ Cappetta, H. (2011). "A new shark and ray fauna from the Middle Miocene of Mazan, Vaucluse (southern France) and its importance in interpreting the paleoenvironment of marine deposits in the southern Rhodanian Basin". Swiss Journal of Palaeontology. ج. 130 ع. 2: 241–258. DOI:10.1007/s13358-011-0025-4.
18. ↑  Pledge, N.S. (1967). "Fossil Elasmobranch teeth of South Australia and their stratigraphic distribution". Transactions of the Royal Society of South Australia. ج. 91: 135–160. مؤرشف من الأصل في 2017-01-16.
19. ↑  Purdy, R. (2005). "Is Striatolamia a junior synonym of Mitsukurina?". Journal of Vertebrate Paleontology. ج. 25 ع. 3: 102A. DOI:10.1080/02724634.2005.10009942.
20. 1 2  Parsons, G.R.؛ Ingram, G.W.؛ Havard, R. (2002). "First record of the goblin shark Mitsukurina owstoni, Jordan (family Mitsukurinidae) in the Gulf of Mexico". Southeastern Naturalist. ج. 1 ع. 2: 189–192. DOI:10.1656/1528-7092(2002)001[0189:FROTGS]2.0.CO;2.
21. 1 2  Last, P.R.؛ Stevens, J.D. (2009). Sharks and Rays of Australia (ط. second). Harvard University Press. ص. 156–157. ISBN:978-0-674-03411-2.
22. ↑  Rincon, G.؛ Vaske, T.؛ Gadig, O.B. (2012). "Record of the goblin shark Mitsukurina owstoni (Chondrichthyes: Lamniformes: Mitsukurinidae) from the south-western Atlantic". Marine Biodiversity Records. ج. 5: e44. DOI:10.1017/S1755267211000923. hdl:11449/172177.
23. ↑  Kukuyev, E.I. (1982). "Ichthyofauna of Corner Mountains and New England Seamounts". في Parin, N.V. (المحرر). Insufficiently Studied Fishes of the Open Ocean. Moscow: Institute of Oceanology. Institute of Oceanology, Academy of Sciences of the USSR. ص. 92–109.
24. ↑  Prokofiev, A.M.؛ Kukuev, E.I. (2009). "New findings of rare fish species from families Mitsukurinidae (Chondrichthyes), Muraenidae, Lophiidae, Macrouridae, and Psychrolutidae (Teleostei) on rises of the Atlantic Ocean with the description of Gymnothorax walvisensis sp. nov". Journal of Ichthyology. ج. 49 ع. 3: 215–227. DOI:10.1134/S0032945209030023.
25. ↑  Roberts، Clive؛ Stewart، A. L.؛ Struthers، Carl D.؛ Barker، Jeremy؛ Kortet، Salme؛ Freeborn، Michelle (2015). The fishes of New Zealand. Wellington, New Zealand: Te Papa Press. ج. 2. ص. 61. ISBN:9780994104168. OCLC:908128805.
26. 1 2  Martin, R.A. "Deep Sea: Goblin Shark". ReefQuest Centre for Shark Research. مؤرشف من الأصل في 2019-10-07. اطلع عليه بتاريخ 2013-04-25.
27. 1 2 3  Ebert, D.A. (2003). Sharks, Rays, and Chimaeras of California. University of California Press. ص. 96–97. ISBN:0-520-22265-2. مؤرشف من الأصل في 2022-06-15.
28. 1 2  "Scientists amazed by accidental Gulf catch of second-ever goblin shark". SFGate. 2 مايو 2014. مؤرشف من الأصل في 2019-01-31. اطلع عليه بتاريخ 2014-05-03.
29. ↑  "Valaichchena strange fish". lankadeepa.lk (بالسنهالية). Sri Lanka. Archived from the original on 2015-09-12. Retrieved 2015-08-05.
30. ↑  Izawa, K. (2012). "Echthrogaleus mitsukurinae sp. nov (Copepoda, Siphonostomatoida, Pandaridae) infesting the goblin shark Mitsukurina owstoni Jordan, 1898 in Japanese waters". Crustaceana. ج. 85 ع. 1: 81–87. DOI:10.1163/156854012x623674.
31. ↑  Caira, J.N.؛ Runkle, L.S. (1993). "2 new tapeworms from the goblin shark Mitsukurina owstoni off Australia". Systematic Parasitology. ج. 26 ع. 2: 81–90. DOI:10.1007/BF00009215.
32. ↑  Duffy, C.A.J. (1997). "Further records of the goblin shark, Mitsukurina owstoni (Lamniformes: Mitsukurinidae), from New Zealand". New Zealand Journal of Zoology. ج. 24 ع. 2: 167–171. DOI:10.1080/03014223.1997.9518111.
33. 1 2  Nakaya, K.؛ Tomita, T.؛ Suda, K؛ Sato, K. (2016). "Slingshot feeding of the goblin shark Mitsukurina owstoni (Pisces: Lamniformes: Mitsukurinidae)". Scientific Reports. ج. 6 ع. 27786: 27786. Bibcode:2016NatSR...627786N. DOI:10.1038/srep27786. PMC:4901258. PMID:27282933.
34. ↑  "Goblin shark caught alive". Tokyo Zoo Net. Tokyo Zoological Park Society. 25 يناير 2007. مؤرشف من الأصل في 2020-04-19. اطلع عليه بتاريخ 2013-04-26.
35. ↑  Bean, B.A. (1905). "Notes on an adult goblin shark (Mitsukurina owstoni) of Japan". Proceedings of the United States National Museum. ج. 28 ع. 1409: 815–818. DOI:10.5479/si.00963801.28-1409.815. مؤرشف من الأصل في 2017-01-16.
36. ↑  Duffy، Clinton A. J.؛ Francis، Malcolm؛ Dunn، M. R.؛ Finucci، Brit؛ Ford، Richard؛ Hitchmough، Rod؛ Rolfe، Jeremy (2018). Conservation status of New Zealand chondrichthyans (chimaeras, sharks and rays), 2016 (PDF). Wellington, New Zealand: Department of Conservation. ص. 10. ISBN:9781988514628. OCLC:1042901090. مؤرشف من الأصل (PDF) في 2019-01-28.

### باللغة العربيَّة
1. ↑  فاطمة مدبولي، أ.أمانى إسماعيل (8 مايو/أيار 2014). "سمكة "قرش العفريت" النادرة تقع في شبكة صياد روبيان". الهيئة العامة لتنمية الثروة السمكية. مؤرشف من الأصل في 12 أبريل 2020. اطلع عليه بتاريخ 12 أبريل/نيسان 2020. {{استشهاد ويب}}: تحقق من التاريخ في: |تاريخ الوصول= و|تاريخ= (مساعدة)
2. 1 2  "القبض على سمكة قرش نادرة من فصيلة "القرش العفريت" الموجودة منذ ما قبل التاريخ". مجلة ناشونال جيوغرافيك. 18 مارس/آذار 2015. مؤرشف من الأصل في 18 أبريل 2020. اطلع عليه بتاريخ 12 أبريل/نيسان 2020. {{استشهاد ويب}}: تحقق من التاريخ في: |تاريخ الوصول= و|تاريخ= (مساعدة)
3. ↑  غايفين نايلور (14 أكتوبر/تشرين الأول 2019). "ماذا تعرف عن هجمات أسماك القرش؟ ربما ما تعرفه ليس كما تعتقد". مجلة بوبيولار ساينس. مؤرشف من الأصل في 18 أبريل 2020. اطلع عليه بتاريخ 12 أبريل/نيسان 2020. {{استشهاد ويب}}: تحقق من التاريخ في: |تاريخ الوصول= و|تاريخ= (مساعدة)
4. ↑  "ترجمة (Goblin shark) على موقع القاموس". alqamoos.org. مؤرشف من الأصل في 2020-04-19. اطلع عليه بتاريخ 2020-04-12.

## روابط خارجية
- القرش العِفريت (ميتسوكورينا أوستوني) في قاعدة الأسماك.
- القرش العِفريت (ميتسوكورينا أوستوني) في القائمة الحمراء للأنواع المهددة بالانقراض.
- الملف الحيوي للقرش العِفريت في متحف فلوريدا للتاريخ الطبيعي [الإنجليزية]
- علم أحياء القرش العِفريت في مركز ريفكويست (ReefQuest) لأبحاث سمك القرش.
- «صيادون يصطادون سمكة قرش عفريت في خليج المكسيك» في يو إس إيه توداي.